# توري (كومونا)
توري، (بالإنجليزية: Turri)‏، هي بلدية في مقاطعة جنوب سردينيا في إقليم سردينيا الإيطالي، وتقع على بعد حوالي 60 كم (37 ميل) شمال غرب كالياري، وحوالي 15 كم (9 ميل) شمال سانلوري. اعتبارا من 31 ديسمبر 2004، كان عدد سكانها 500 ومساحة 9.6 كيلومتر مربع (3.7 ميل مربع). 

## السكان
في سنة 1861 بلغ عدد السكان 454 نسمة، وتطور العدد ليصل في سنة 2011 لـ 442 نسمة.
يظهر هذا المخطط البياني تطور النمو السكاني لـ توري (كومونا)